# Варавва (фильм, 1961)
«Варавва» (англ. Barabbas) — итальянско-американский пеплум, снятый в 1961 году на студии «Чинечитта» по мотивам одноимённого романа нобелевского лауреата Пера Лагерквиста.

## Сюжет
Библейская история о воре и убийце Варавве, которого помиловали иудеи вместо Иисуса Христа. В древней Иудее была традиция, когда зрители, присутствующие на массовых казнях, которые являлись своеобразным шоу, проходившими при гигантском стечении публики, могли по своему произволу выбрать одного понравившегося им преступника и освободить его от смерти. В тот раз люди выбрали Варавву — не столько разбойника, сколько прожжёного циника и непримиримого бунтаря, который, пройдя через горнило духовных и физических испытаний, неизбежно приходит к вере…

## В ролях
- Энтони Куинн — Варавва
- Артур Кеннеди — Понтий Пилат
- Сильвана Мангано — Рахиль
- Джек Пэланс — Торвальд
- Эрнест Боргнайн — Люций
- Кэти Хурадо — Сара
- Витторио Гассман — Сахак
- Валентина Кортезе — Джулия
- Гарри Эндрюс — Пётр
- Дуглас Фоули — Васасио

В титрах не указаны
- Пьеро Пасторе — Никодемус
- Шэрон Тейт — патрицианка на арене
- Курт Лоуэнс — ученик-последователь
- Наташа Лайтесс